# AKS Chorzów
AKS Chorzów ist ein polnischer Sportverein aus Chorzów (deutsch: Königshütte). 

## Geschichte

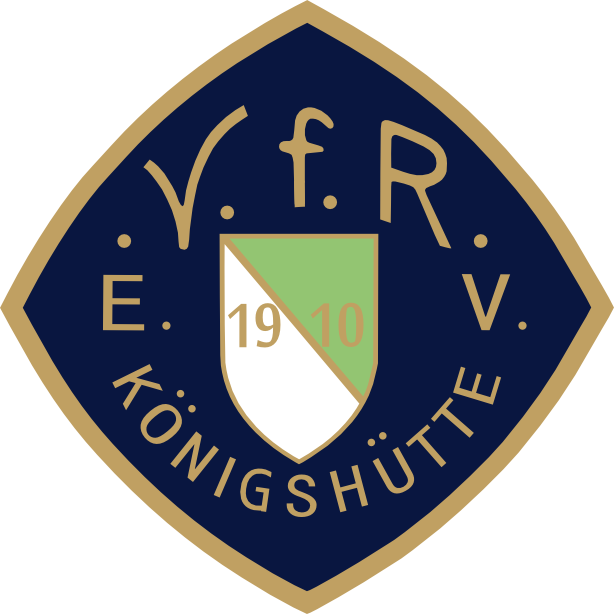
Logo des VfR Königshütte

Der Verein wurde unter dem Namen Verein für Rasenspiele Königshütte (kurz: VfR Königshütte) 1910 als deutscher Sportverein gegründet. Mit der Teilung Oberschlesiens im Juni 1922 fiel Königshütte an Polen. Doch lehnte der neugegründete Regionalverband des polnischen Fußballverbandes PZPN zunächst die Aufnahme der deutschen Vereine ab. Daraufhin gründeten 143 von ihnen unter Führung des VfR Königshütte im Juli 1922 den „Wojewodschaft Fußballverband“. Doch drang die PZPN-Zentrale in Krakau auf die Aufnahme der deutschen Vereine in den polnischen Regionalverband. Zu dem Kompromiss gehört die Umbenennung zahlreicher Vereine. Ab 1923 hieß der Verein deshalb Amatorski Klub Sportowy Królewska Huta („AKS Królewska Huta“), 1934 wurde der Verein in Amatorski Klub Sportowy Chorzów („AKS Chorzów“) umbenannt. 1937 konnte der Verein mit dem Titel des polnischen Vizemeisters seinen größten Erfolg erringen. Nach der Annexion des Gebietes durch die Deutschen 1939 wurde der Verein in FV Germania Königshütte umbenannt und schließlich kam es nach dem Zweiten Weltkrieg zum Namenswechsel in AKS Chorzów.
Von 1949 bis 1955 trug der Verein den Namen Budowlani Chorzów, nach zwei Fusionen mit Chorzowianka Chorzów und Wyzwolenie Chorzow trägt der Verein den Namen AKS Wyzwolenie Chorzów. Heute spielt der ehemalige polnische Vizemeister in der sechstklassigen Liga okręgowa.

## Erfolge
- Polnischer Vizemeister: 1937

## Polnische Nationalspieler
- Maksymilian Barański
- Henryk Gajdzik (Gerhard)
- Oskar Grzywocz
- Henryk Janduda
- Werner Janik
- Edmund Majowski (geb. Niechcioł)
- Erwin Michalski
- Roman Herbert Mrugała
- Wilhelm Piec
- Leonard Piontek, WM-Teilnehmer (1938)
- Alfred Pochopień
- Franciszek Pytel
- Henryk Spodzieja
- Teodor Wieczorek
- Jerzy Wostal